# Пражский симфонический оркестр

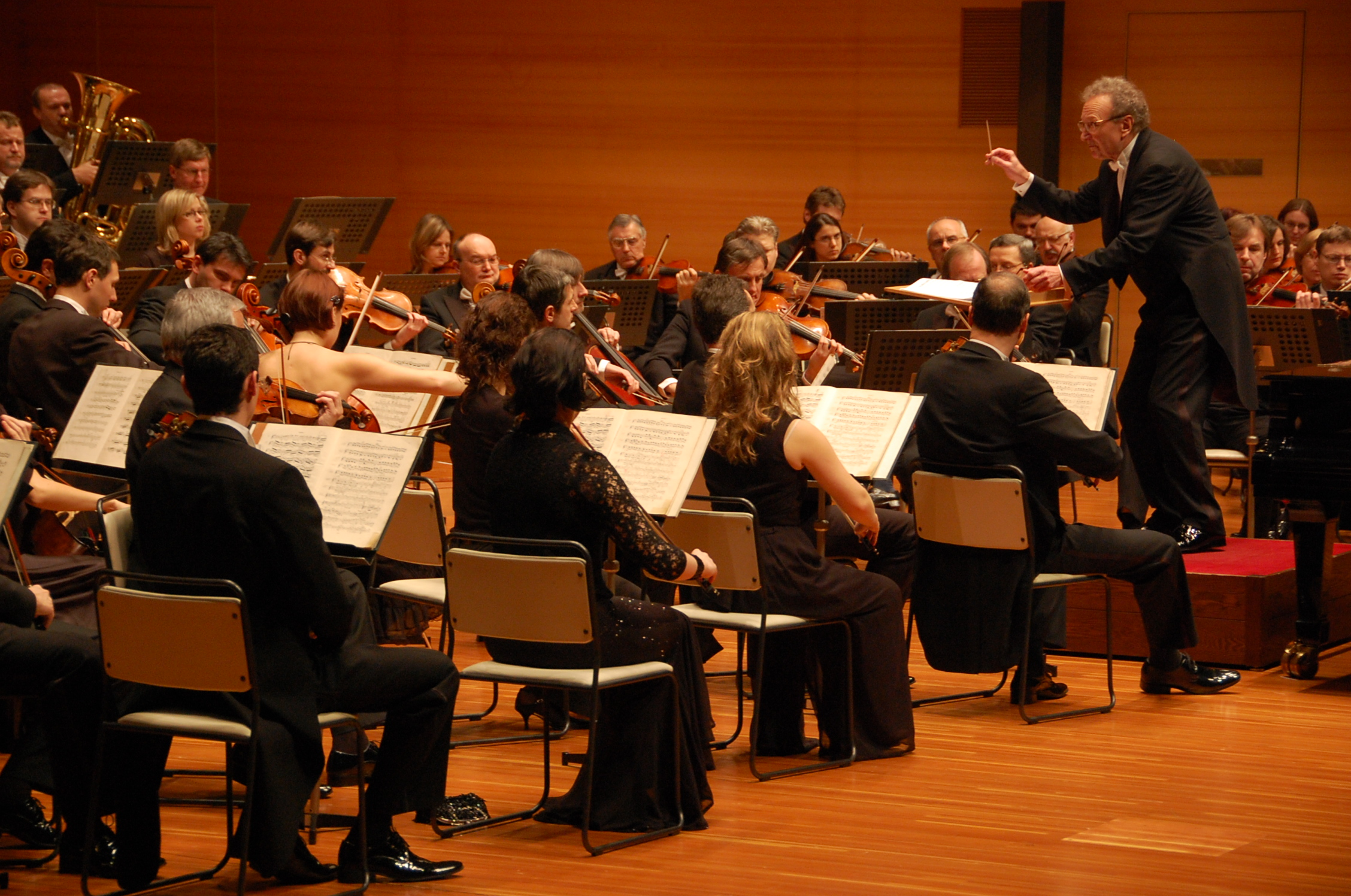
Иржи Коут дирижирует оркестром во время гастролей в Японии (2008)

Пражский симфонический оркестр (чеш. Symfonický orchestr hl.m. Prahy FOK) — чешский коллектив, исполняющий академическую музыку.
Был основан в 1934 г. дирижёром Рудольфом Пекареком и первоначально занимался преимущественно радиоконцертами и записью музыки к кинофильмам, что отразилось в исходном названии оркестра — FOK (сокращение от Film-Opera-Koncert). К 1943 г. оркестр записал музыку к 234 фильмам. Постепенно, однако, оркестр стал уделять больше внимания традиционным формам концертирования, а его артистическая репутация заметно повысилась усилиями его многолетнего руководителя Вацлава Сметачека. В 1952 г. оркестр был официально взят под патронат пражского муниципалитета и получил нынешнее название (дословно «Симфонический оркестр столичного города Праги — FOK»).
Среди работ Пражского симфонического оркестра за последнее время наибольшее внимание привлёк цикл концертных записей всех симфоний Дмитрия Шостаковича, осуществлённый на протяжении 11 лет (1995—2006) под руководством его сына Максима.
В 2011 году оркестр принял участие в записи альбома The Great Mass греческой симфоник-метал группы Septicflesh, включая полный хор и детское сопрано.
В 2013 и 2016 году коллектив принял участие в записи оркестровых версий песен группы Би-2. Дирижёром был заслуженный артист России, художественный руководитель оркестра МВД России Феликс Арановский.

## Художественные руководители оркестра
- Рудольф Пекарек (1934—1942)
- Вацлав Сметачек (1942—1972)
- Ладислав Словак (1972—1976)
- Индржих Роган (1976—1977)
- Иржи Белоглавек (1977—1989)
- Петр Альтрихтер (1990—1992)
- Мартин Турновский (1992—1995)
- Гаэтано Делогу (1995—1998)
- Серж Бодо (2001—2006)
- Иржи Коут (с 2006)